# 大采普采維奇
51°23′29″N 26°23′44″E / 51.39139°N 26.39556°E
大采普采維奇（烏克蘭語：Великі Цепцевичі），是烏克蘭西北部的村莊，隸屬里夫內州的瓦拉什區。該村始建於1577年，面積63.5平方公里，海拔高度151米，2001年人口2,837，人口密度每平方公里44.7人。